# أرزغان
أرزغان كانت قلعة تقع عند سفوح جبل الوسطاني في جبال حارم، على الضفة الشرقية لنهر العاصي بالقرب من تل كشفهان (قلعة الروج)، مقابل جسر الشغور.

## تاريخ
ذكر رالف من كان أن تانكرد قد غزا المنطقة الواقعة إلى الجنوب الشرقي من أنطاكية. فيما بعد، ذكر وليم الصوري أن تانكريد طلب من بونس، كونت طرابلس وعدًا بأن يتزوج من سيسيل الفرنسية، وأن يقدم لها حصن أرزغان وقلعة الروج كمهر، قبل وفاته عام 1112. في وقت لاحق، خسر بونس معركته ضد فولك ملك بيت المقدس وبذلك فقد حكمه على كل من أرزغان وقلعة الروج. تمكن نور الدين زنكي من السيطرة على المنطقة التي دافع عنها فرسان الإسبتارية في عام 1162/3.
تم ترميمها لاحقًا في عهد صلاح الدين الأيوبي. في عام 1192، منح صلاح الدين الأيوبي بوهيموند الثالث أرزغان ومزارعها، التي بلغت قيمتها 15000 دينار، كما ذكر بهاء الدين بن شداد. ووقع الطرفان هدنة لمدة عشر سنوات.
في الوقت الحاضر، لم يعد هناك أي أثر للقلعة، فقط خان مدمر والقرية لا تزال تحتفظ بالاسم.